# أوسكار جود
أوسكار جود (بالإنجليزية: Oscar Judd) هو لاعب كرة قاعدة أمريكي، ولد في 14 فبراير 1908 في لندن في كندا، وتوفي في 27 ديسمبر 1995 في إنجرسول في كندا.

## وصلات خارجية
- أوسكار جود على موقع دوري كرة القاعدة الرئيسي (الإنجليزية)
- أوسكار جود على موقعبيزبول رفرنس.كوم (الدوري الرئيسي) (الإنجليزية)
- أوسكار جود على موقعبيزبول رفرنس.كوم (الدوري الثانوي) (الإنجليزية)
- أوسكار جود على موقع جمعية أبحاث البيسبول الأمريكية (الإنجليزية)